# 国鉄ホキ3000形貨車
国鉄ホキ3000形貨車（こくてつホキ3000がたかしゃ）は、かつて日本国有鉄道（国鉄）、後に日本貨物鉄道（JR貨物）に車籍編入されていた、35 t 積のアルミナ専用私有貨車（ホッパ車）である。

## 概要
1958年（昭和33年）10月31日から1962年（昭和37年）3月14日にかけて5両（オホキ4050 - オホキ4054）が東洋工機1社のみで製作された。この時の形式名はホキ4050形であった。
記号番号表記は特殊標記符号「オ」（全長が12 m をこえるホッパ車）を前置し「オホキ」と標記する。
1963年（昭和38年）7月26日のホッパ車改番に際してホキ3000形に改称された。
その後1969年（昭和44年）4月に3両（オホキ3005 - オホキ3007）が東洋工機にて製作された。
アルミナ専用貨車では初のホッパ車で、かつ唯一の形式でもある。本形式の他にアルミナを専用種別とする形式は、タキ2000形（44両）、タキ6400形（75両）、タキ7400形（29両）、タキ8400形（15両）、タキ8450形（7両）、タキ10500形（1両）、タキ17900形（13両）の7形式がある。
車体は台形で普通鋼（一般構造用圧延鋼材）製。塗色は黒、寸法関係は全長は12,100 mm、全幅は2,706 mm、全高は3,765 mm、台車中心間距離は8,000 mm、実容積は50.0 m3、自重は17.7 t、換算両数は積車5.0、空車1.8、台車はベッテンドルフ式のTR41Cであり荷役方式はエアスライド式であった。

## 年度別製造数
各年度による製造会社と両数、所有者は次のとおりである。
- 1958年（昭和33年度） - 1両
  - 東洋工機 1両 昭和電工（オホキ4050として製造後、オホキ3000へ改番）
- 1959年（昭和34年度） - 1両
  - 東洋工機 1両 昭和電工（オホキ4051として製造後、オホキ3001へ改番）
- 1960年（昭和35年度） - 2両
  - 東洋工機 2両 昭和電工（オホキ4052,オホキ4053として製造後、オホキ3002 - オホキ3003へ改番）
- 1962年（昭和37年度） - 1両
  - 東洋工機 1両 昭和電工（オホキ4054として製造後、オホキ3004へ改番）
- 1969年（昭和44年度） - 3両
  - 東洋工機 3両 昭和電工（オホキ3005 - オホキ3007）

## 運用の変遷
本形式は昭和電工が所有し、新興駅に常備され、塩尻駅へのアルミナ輸送にタキ17900形などと共に運用されていた。
2002年（平成14年）6月に最後まで在籍した1両（オホキ3007）が廃車となり同時に形式消滅となった。